# راحية
الرَّاحِيَّة (الاسم العلمي: Palmaria)، جنس طحالب بحرية من فصيلة الراحيات. أبرز أنواعه هو الراحية الخوصية.